# Джордж Лейзенбі
Джордж Роберт Лейзенбі (англ. George Robert Lazenby; 5 вересня 1939) — австралійський актор, майстер бойових мистецтв та колишня модель. Перш за все відомий тим, що зіграв британського агента Джеймса Бонда у фільмі «На секретній службі Її Величності» (1969). Лейзенбі став єдиним актором, який зіграв агента 007 лише в одному фільмі.
Лейзенбі не мав досвіда у кіно, але вже був професійною моделлю та знімався в рекламних роликах, коли продюсер Альберт Р. Брокколі обрав його в якості заміни оригінальному Бонду Шону Коннері. У 29 років він був наймолодшим актором та єдиним актором неєвропейцем, який зіграв Бонда. Він відмовився від подальшої участі у фільмах про Джеймса Бонда та зробив кар'єру у Великій Британії, Італії, Гонконгу, Австралії та Голлівуді у 1970-ті. Найвідомішими появами у цей пероід кар'єри Лейзенбі стали фільми «Універсальний солдат» (1971), «Хто бачив її смерть?» (1972), «Стоунер» (1974), «Людина з Гонконгу» (1975) і «Викуп королеви» (1976), «Смажений фільм Кентукі» (1977). Після того, кар'єра актора пійшла на спад, Лейзенбі зайнявся інвестуванням у нерухомість.
Пізніше Лазенбі з'явився в декількох фільмах та телевізійних серіалах, включаючи ролі, які пародіюють Джеймса Бонда. У 2017 році в документальній стрічці від Hulu «Стати Бондом», Лейзенбі розповів про свою історію життя та про добу зйомок у ролі Джеймса Бонда.

## Ранні роки життя в Австралії
Лазенбі народився в 1939 році в Гоулберні, штат Новий Південний Уельс, в приватній лікарні Овада в родині залізничного працівника Джорджа Едварда Лейзенбі та Шейли Джоан Лейзенбі (уроджена Бодель), які працювали у Фоссі. Його сестра, Барбара, була досвідченою танцівницею. Лейзенбі відвідував Державну школи Гоулберна до 1954 року. Він провів у лікарні 18 місяців після операції, в результаті якої у нього залишилася лише половина нирки.
Коли Лейзенбі було близько 14 років, він переїхав з родиною в Квінбіан, де його батько керував магазином. Джордж служив в австралійській армії, а потім працював продавцем автомобілів та механіком.

## Кар'єра моделі
Лейзенбі переїхав до Лондона у 1963 році, вслід за жінкою, в яку закохався. Він став продавцем вживаних автомобілів у Фінчлі, а згодом почав продавати нові машини на Парк Лейн, де його помітив «мисливець за талантами», який переконав його стати моделлю. Незабаром Лейзенбі почав заробляти 25 000 фунтів стерлінгів на рік (сьогодні це близько 488 000 000 фунтів стерлінгів). Він став широко відомим завдяки рекламі шоколадних батончиків Фрая. У 1966 році Джордж Лейзенбі був визнаний топ-моделлю року.

## Акторська кар'єра

### Джеймс Бонд
У 1968 році, після того як Шон Коннері відмовився надалі виконувати роль Джеймса Бонда, продюсер Альберт Р. Брокколі зустрів Лейзенбі, коли вони стриглися в одній перукарні. Згодом, Брокколі побачив його в рекламному ролику Big Fry і відчув, що, можливо, він може стати новим Бондом, та запросив Лейзенбі на кастинг.
Для участі у кастингу Лейзенбі одягнув то, що вважалось класичними елементами гардеробу агента 007: наручні годинники Rolex Submariner та костюм пошитий у Savile Row для Коннері.
У липні 1969 року, після зйомок «На секретній службі Її Величності», Лейзенбі повернувся додому в Квінбеян, щоб побачити батьків. Він сказав, що його запросили взяти участь у зйомках до 18 фільмів. «Але це все було комерційне сміття. Наприклад, роль хлопця який отримує дівчину наприкінці фільму „Битва за Британію“ », — розповідав Джордж. «Мені просто доведеться почекати і подивитися». Він також розповідав пресі: "Я не думаю, що я ще готовий до чогось подібного, як Гамлет, але я хотів би зіграти Неда Келлі ". У цей період Лейзенбі заявляв, що має взяти участь у наступному фільмі про Бонда, яким мав стати «Чоловік із золотим пістолетом».
Однак у листопаді 1969 року, до виходу «На секретній службі Її Величності», Лейзенбі сказав, що більше не хоче виконувати роль Джеймса Бонда, сказавши: «Продюсери змусили мене почувати себе дурним. Вони проігнорували все, що я запропонував, просто тому, що я не працював у кінобізнесі тисячі років, як вони.»
Його партнерка по зйомкам, Діана Рігг, була серед багатьох, хто коментував це рішення: «Ця роль зробила Шона Коннері мільйонером. Вона зробила самого „Шона Коннері“… Я справді не знаю, що відбувається в голові Джорджа, тому я можу говорити лише про свою реакцію. Я думаю, це досить дурний крок. Я думаю, якщо він може вчитись, як робить кожна людина в цьому бізнесі повинна робити — повинна робити — тоді він повинен робити це тихо, приймаючи це. Кожен повинен це робити. Миттєвих успіхів у кінобізнесі небагато. І миттєві успіхи зазвичай асоціюються з кимось, хто в будь-якому випадку готовий вчитися.»
Рігг також казала: «Я більше не можу витримувати його одержимість собою. Він абсолютно, неймовірно нестерпний».
«Я бачу завісу над цим хлопцем», — сказав Дезмонд Льюін (який грав Q у 17 фільмах про Бонда). «Як можна очікувати, що хтось, хто ніколи раніше ніде не знімався, раптом отримає головну роль?»
Лейзенбі пізніше відростив бороду і довге волосся. «Бонд брутальний. . . Для мене він вже залишився позаду. Я більше ніколи не зіграю його. Мир — ось моє повідомлення зараз», — оголосив він.
Він також казав: «Мені більше подобається бути продавцем автівок, ніж бути стереотипним Джеймсом Бондом. Мої батьки думають, що я навіжений, всі думають, що навіжений, коли я відмовляюсь від мільйонів фунтів стерлінгів. Ніхто мені не вірить, всі гадають, що я граю на публіку, але насправді я просто йду своїм шляхом».
Та пізніше додав: "Мене не цікавить фантазія на відміну від реальності. Той, хто спілкується з дітьми, знає, що відбувається, знає настрій. Послухайте поп-музику та ви зрозумієте, що буде. Більшість кінематографістів не роблять цього. Тому люди не ходять, які не хочуть бачити. Що таке «Фільми завтрашнього дня»? Це лише «Фільми завтрашнього дня» з учорашніми режисерами… Актори не так важливі, як режисери. Я страшенно вражений Деннісом Гоппером. Я хотів би попрацювати з ним. Мені також подобаються Артур Пенн, Джон Шлезінгер та Пітер Йейтс… Перше, що б я робив, це шукав чудового режисера, а потім — хороший сценарій. А тим часом Бонда більше немає. Я заробляю більше грошей на рекламі.
На момент виходу «На секретній службі Її Величності» гра Лейзенбі отримала неоднозначні відгуки. Вважалось, що, хоча він мав гарну фізичну форму, деякі його костюми не відповідали сценам, і що він погано відігравав свої репліки.
Роджер Мур згадав Лейзенбі у своєму коментарі до DVD-релізу фільму «Чоловік із золотим пістолетом» у 2007 році: «Я багато листувався електронною поштою з Джорджем Лейзенбі, й він має гарне почуття гумору. Ми просто надсилаємо жарти один одному! „На секретній службі Її Величності“ — дуже добре зроблений фільм, а Пітер Гант — відмінний режисер! Там відмінні бойові сцени, відмінні „снігові“ сцени. Врешті, я думаю, що Джордж був одним з кращих Бондів.»
Коннері якось зустрів Лейзенбі у ресторані та сказав, йому, що «ти зіграв гарно».
Невдовзі після виходу фільму з Лейзенбі, Брокколі сказав пресі: «Я не згоден із оцінкою ЗМІ. Я гадаю вони мали б дати Джорджу шанс. Так, він не Лоуренс Олів'є, але Лоуренс Олів'є не зміг би зіграти Бонда. Леді Озборн сказала мені, що на її думку, Джордж найкращий Бонд.»
При цьому, Брокколі зізнався, що вважає поведінку Лейзенбі, після виходу фільму, неприйнятною: «Погану гру не можна поважати. Ми вибрали Джорджа, бо за статурою та зовнішністю він був найкращим із кандидатів. Він мав мужність. Дивлячись на фільм, пригадую стару іспанською фразу — можна було б побажати, щоб в ньому було менше лайна та більше шарму.»
Хоча Лейзенбі було запропоновано контракт на сім фільмів, його агент Ронан О'Рахіллі переконав його, що образ «секретного агента» стане архаїчним у 1970-х, і в результаті Джордж залишив роль Бонда після виходу «На секретній службі Її Величності» у 1969 р.
Пізніше Лейзенбі кілька разів зображував Джеймса Бонда у численних пародіях та неофіційних ролях агента 007. Наприклад у телевізійному фільмі 1983 року «Повернення людини з U.N.C.L.E.» (у якому його персонаж ідентифікується лише за ініціалами JB), у відеогрі «Fox Hunt» 1996 року (частини якого були перероблені у художній фільм), та у епізоді «Альфред Хічкок представляє», названий «Діаманти не назавжди». У 2012 році Лазенбі виступив гостем у канадському комедійному серіалі «Ця година має 22 хвилини», спародіювавши Бонда у сцені під назвою «Допоможіть, я заскайфолен та не можу встати».
Пізніше Лейзенбі розповідав: «Дивлячись у минуле, я можу сказати, що зробив все добре. Не можу сказати, що я був Річардом Бертоном чи просто чудовим актором, бо це був мій перший акторський досвід, але роль я все-таки виконав. Після Шона Коннері було важко виконувати роль, бо він був кращим. Ви повинні зрозуміти, що історія була хорошою, але як і всі інші, вони мала певні проблеми.»

## Подальша кар'єра
Деякий час говорили про те, що Лейзенбі з'явиться у вестерні, Дікін. Він розповідав пресі про вживання ЛСД та марихуани, а також брав участь у відомому інциденті, допомагаючи своєму другу, який був заарештований у Німеччині. Лейзенбі відростив волосся і вуса та говорив про те, що відкидає «атрибути матеріалізму».
Лейзенбі знявся у фільмі «Універсальний солдат» (1971), де був також співавтором сценарію. За його словами, це був «антибондівський фільм без сюжету. Це насправді лише набір різних ситуацій, які мають розважати глядача. Подібні фільми зараз роблять у Європі». В ньому також знялася Кріссі Таунсенд, його 18-річна дівчина та майбутня дружина. Врешті, фільм став фінансовою катастрофою, та його ледь випустили у прокат.
«Після фіаско з Бондом на мене ніхто не звертав уваги», — зізнавався Лейзенбі. Гаррі Зальцман завжди казав: « Якщо ви не зробите черговий фільм рівня Бонда, то ваша кар'єра закінчиться у спагеті-вестернах в Італії. Але мене не брали навіть туди. Мій агент не міг в це повірити. Я був „важким“.»
Наступний раз Лазенбі з'явився в італійському фільмі 1972 року «Хто бачив її смерть?» разом з Анітою Стріндберг. Для цієї ролі Лейзенбі схуд на 35 кілограмів, та врешті отримав позитивні відгуки за свою акторську гру. Наступні 15 місяців він провів у навколосвітньому плаванні з Крісі Таунсенд, що закінчилося, коли вона завагітніла. Це спонукало Лейзенбі спробувати відновити свою акторську кар'єру.
У лютому 1973 року він розповідав, що витратив усі свої гроші зароблені у кінобізнесі, переніс два нервові зриви та почав вживати багато алкоголю. За його словами, якби він не залишив роль Бонда, то він досі був би «зв'язаний».
"Вам потрібна певна ментальна підготовка, щоб грати Бонда ", — додавав він. «Я спалив кілька мостів, але це було дійсно весело. Я начебто радий, що це зробив, і знаю, що більше цього робити не доведеться. Я можу озирнутися назад і посміятися, бо я нікому не зашкодив — крім себе.»
Лейзенбі зіграв у серіалі BBC «Постановка на сьогодні» у 1973 році, а також знявся у фільмі Роджера Сміта «Операція». Наступною його роботою мав стати англо-італійський вестерн, знятий у Туреччині, а потім фільм про заворушення студентів на докастровській Кубі, але жоден з цих фільмів не був знятий.
У 2019 році Лейзенбі зіграв доктора Джейсона Лава у аудіокнизі за шпигунським романом Джеймса Лізора «Паспорт до забуття».

### Гонконг
У 1973 році Лейзенбі заявив, що «прорвався», коли поїхав до Гонконгу, щоб зустрітись з Брюсом Лі та продюсером Реймондом Чоу. Врешті-решт вони запропонували йому 10 000 доларів США (сьогодні це 57 600 доларів) для зйомок у фільмі з Лі під назвою «Гра смерті». Однак після раптової смерті Лі все зірвалось — Лейзенбі пообідав з Лі в той день, коли Брюс загинув.
Натомість було оголошено, що Лейзенбі зіграє у гонконзькому фільмі «Золоті голки екстазу».
«Я дуже радий, що зможу просто сконцентруватися на акторській грі», — сказав він. «В „Універсальному солдаті“ я брав участь у продюсувані, написані сценарію, та навіть трохи режисував це кіно. Я не думаю, що я достатньо хороший актор, щоб дозволяти собі так „роздробитись“. Тепер я можу повністю зосередитися на акторській грі. Сподіваюся, це буде добре і призведе до отримання інших ролей».
Лейзенбі визнавав, що консультувався з астрологом протягом чотирьох років. «Ще до того, як я зіграв Бонда, вона сказала, що я стану відомим, а потім протягом кількох років у мене будуть великі негаразди», — розповідав він. «Потім вона запевнила мене, що до кінця 1973 року я знову досягну успіху своєї професії. Це абсолютно фантастично, тому що все, що вона сказала мені, відбулось».
Врешті-решт, Лейзенбі все ж таки не зіграв у «Золотих голках екстазу», але знявся у трьох фільмах у Гонконзі: «Стоунер» (1974), «Людина з Гонконгу» (1975) та «Викуп королеви» (1976). 

### Австралія
В середині 1970-х він знявся в декількох телевізійних фільмах, знятих у його рідній Австралії, і в епізоді місцевого поліцейського драматичного серіалу «Поліція Матлок». Він також повернувся до модельного бізнесу, з'явившись в кількох рекламних роликах цигарок Benson and Hedges.
Кілька років по тому, Лейзенбі розповідав у інтерв'ю австралійському журналу: «Я отримав кілька ролей, але нічого вражаючого. Я готовий, бажаю і можу працювати. Просто не думаю, що мені вдасться досягти тут чогось більшого. Якби я отримав якусь цікаву пропозицію в Австралії, то я б залишився тут».

### Голлівуд
Наприкінці 1970-х Лазенбі переїхав до Голлівуду, де почав брати уроки акторської майстерності та знову спробував відновити свою кар'єру. «Мені подобається США, якщо чесно», — сказав він. «У мене є дружина-американка та грін-карта, тому я маю краще з обох світів».
Він знявся у телевізійному фільмі «Дівчата з обкладинки» (1977).
У 1978 році Брокколі описав вибір Лейзенбі на роль Бонда як «мою найбільшу помилку за 16 років. Він просто не міг впоратись з успіхом. Він намагався видавати з себе занадто розумного хлопця. Він мав вигляд Бонда, але не міг порозумітися з іншими акторами та знімальною групою.» Шон Коннері виступив на захист Лейзенбі, сказавши: "Я знаю Джорджа багато років, і намагання видавати з себе розумника не в його характері. На жаль, я не можу сказати те саме про Каббі Брокколі ".
«Цікаво, бо я ніколи не зустрічав Шона», — розповідав Лейзенбі. "Я його взагалі не знаю. Одного разу, багато років тому, він прийшов зустріти когось, хто був у мене вдома, та я побачив його через двері. Це все. Але я завжди ним захоплювався. Я намагався скопіювати його, коли грав Бонда, бо, врешті-решт, я не був актором, тому я вважав, що найкраща спроба це бути якомога ближче до стиля Коннері "
У 1978 році Лейзенбі знявся у рекламі Variety, де запропонував себе як актора. «Якби я міг зіграти у серіалі чи у хорошому фільмі, присягаюсь, я б зробив це безкоштовно», — сказав він журналісту. "Люди запитують мене, чи погодився б я знову заграти Бонда, якщо це знову поверне мене до великий ролей. Це правда, що це може спрацювати, але останній раз це коштувало десяти років, які я втратив "
Лейзенбі зіграв Джор Ела у серіалі «Супербой», у двосерійному епізоді другого сезону у 1990 році. У 1990-х він з'явився разом із Сільвією Крістель, та у кількох нових фільмах «Еммануель», багато з яких з'явилися на кабельному телебаченні. У 1993 році Лазенбі взяв участь у фільмі «Геттісбург» в ролі генерала Конфедерації Джонстона Петтігрю. 19 вересня 2013 року комік Джим Джефферіс повідомив у Twitter, що Лейзенбі буде грати його батька у майбутньому другому сезоні його ситкому Legit каналу FX.

## Вплив на популярну культуру
Через те, що Лейзенбі лише один раз зіграв такого культового персонажа як Джеймс Бонд, та не отримав певного статусу «фаворита» у цій ролі, його ім'я почали використовувати як метафору для забутих та не знакових акторських робіт в інших франшизах, а також для людей та явищ, які в основному ігноруються. У своїй рецензії на фільм «Бетмен і Робін», який розглядається як найслабший та найменш успішний фільм у фільмі про Бетмена, Мік Ласалл із «San Francisco Chronicle» заявив, що Джордж Клуні «повинен увійти в історію як Джордж Лейзенбі серії фільмів про Бетмена». Актор Пол Мак-Ґанн для сміху називав себе "Джорджем Лейзенбі Доктора Хто " оскільки, хоча він продовжував виконувати роль Восьмого Доктора в інших медіа, він лише два рази знявся в цій ролі на телебаченні. У вересні 2006 року в епізоді «Щоденного шоу» комік Джон Олівер припустив, що Папа Римський Бенедикт XVI є Джорджем Лейзенбі папського престолу, та порівнявпапу Івана Павла II з Шоном Коннері.
У 2009 році Сондре Лерше випустив пісню під назвою «Як Лейзенбі» на своєму альбомі Heartbeat Radio, в якій він нарікає на розтрачені можливості, та бажає здійснити «другу спробу». Лерше написав пісню після того, як отримав у дитинстві відеокасету з фільмом «На секретній службі Її Величності». Через кілька років, переглядаючи фільм на DVD (з інтерв'ю Лейзенбі), він виявив, що це «ідеальна метафора розчарувань у житті».
У 2010 році Роджер Мур, озвучив персонажа-кота на ім'я Теб Лейзенбі у фільмі «Кішки і собаки: Помста Кітті Галор», який містив кілька посилань на фільми про Бонда. 

## Особисте життя

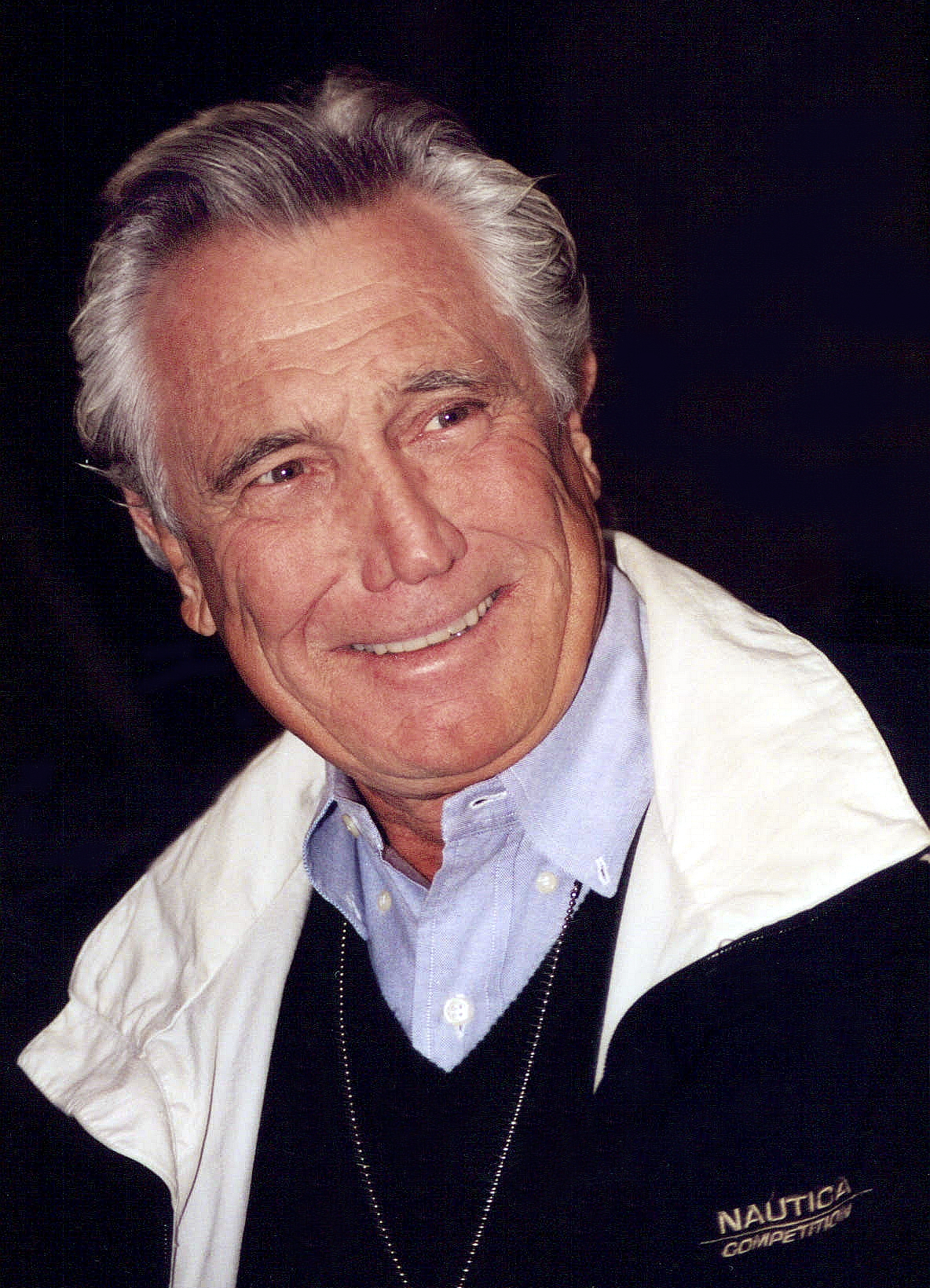
Лазенбі відвідав тенісний матч своєї майбутньої дружини Пам Шрайвер у 2001 році

У 1973 році Лазенбі одружився зі своєю дівчиною Крісі Таунсенд, членом сім'ї Ганнет, з якою до цього зустрічався три роки. Згодом у них народилося двоє дітей, Закарі та Мелані. У Закарі діагностували злоякісну пухлину мозку, коли йому було 11 років. Він помер у 19 років. Мелані стала брокером в Нью-Йорку.
У 2002 році Лазенбі одружився з колишньою тенісисткою Пам Шрайвер. У серпні 2008 року повідомлялося, що Шрайвер подала на розлучення з Лейзенбі. Документи, подані до Вищого суду Лос-Анджелеса, посилаються на «непримиренні розбіжності» щодо закінчення шестирічного шлюбу. У подружжя троє дітей, у тому числі двійнята 2005 року народження

## Фільмографія

### Кіно
| Кіно | Кіно                                                              | Кіно                                   | Кіно                                        |
| Рік  | Назва                                                             | Роль                                   | Примітки                                    |
| ---- | ----------------------------------------------------------------- | -------------------------------------- | ------------------------------------------- |
| 1969 | На секретній службі Її Величності                                 | Джеймс Бонд                            |                                             |
| 1971 | Універсальний солдат                                              | Райкер                                 | Сценарист та виконавчий продюсер            |
| 1972 | Хто бачив її смерть?                                              | Франко Серп'єрі                        |                                             |
| 1973 | Життя та легенда Брюса Лі                                         | грає самого себе                       | Документальний фільм                        |
| 1973 | Останні дні Брюса Лі                                              | грає самого себе                       | Документальний фільм                        |
| 1974 | Стоунер                                                           | Джошуа Стоунер                         |                                             |
| 1974 | Кунг Фу вбивці                                                    | грає самого себе                       | Документальний фільм                        |
| 1975 | Людина з Гонконгу                                                 | Джек Вілтон                            | В США випущенний під назвою «Файли дракона» |
| 1976 | Викуп королеви                                                    | Джордж                                 |                                             |
| 1977 | Смажений фільм Кентукі                                            | архітектор                             | Сегмент «Той Армагеддон»                    |
| 1978 | Смертельний вимір                                                 | Капітан Галлахер                       |                                             |
| 1979 | Святий Джек                                                       | сенатор                                |                                             |
| 1981 | Останній гарем                                                    | принц Алмаларік                        |                                             |
| 1984 | Брюс Лі, легенда                                                  | граж самого себе                       | архівні зйомки                              |
| 1986 | Ніколи достатньо молодий, щоб померти                             | Дрю Старгроув                          |                                             |
| 1987 | Пекельні мисливці                                                 | Гейнріх                                |                                             |
| 1992 | Очі спостерігача                                                  | Джек Вайман                            |                                             |
| 1993 | Геттісбург                                                        | Генерал Конфедерації Джонстон Петтігрю |                                             |
| 1993 | Зло всередині мене                                                | Грандінетті                            |                                             |
| 1993 | Death by Misadventure: The Mysterious Life of Bruce Lee           | грає самого себе                       | Документальний фільм                        |
| 1994 | Няньки                                                            | Ліланд Стромм                          |                                             |
| 1996 | Полювання на лисицю                                               | Чонсі                                  |                                             |
| 1998 | Зірка Джайпуру                                                    | Джон Стіл                              |                                             |
| 1999 | Гарне почуття                                                     |                                        |                                             |
| 2000 | Чотири собаки грають у покер                                      | Карло                                  |                                             |
| 2000 | Гаррі Зальтцман: Шоумен                                           | грає самого себе                       | Документальний фільм                        |
| 2002 | Павутина павука                                                   | Ліланд Де Вінтер                       |                                             |
| 2003 | Зимова втеча                                                      | Кембелл Грейді                         |                                             |
| 2006 | День для преси у Португалії                                       | грає самого себе                       | Документальні фільми                        |
| 2006 | На секретній службі Її Величності: Джордж Лейзенбі з власних слів | грає самого себе                       | Документальні фільми                        |
| 2006 | Кастінг до «На секретній службі Її Величності»                    | грає самого себе                       | Документальні фільми                        |
| 2008 | Not Quite Hollywood: The Wild, Untold Story of Ozploitation!      | грає самого себе                       | Документальні фільми                        |
| 2012 | Все або нічого                                                    | грає самого себе                       | Документальні фільми                        |
| 2012 | Шлях дракону                                                      | грає самого себе                       | Документальні фільми                        |
| 2015 | Мисливець                                                         | Генерал Баллмаунт                      |                                             |
| 2016 | Ангели танцю                                                      | Капітан Гуго                           |                                             |
| 2016 | Зимова троягда                                                    | Генрі                                  |                                             |
| 2017 | Гра зі смертю                                                     |                                        |                                             |
| 2017 | «Стати Бондом»                                                    | грає самого себе                       | Документальний фільм                        |
| 2018 | Дуже бондівське прощання з Джорджем Лейзенбі                      | грає самого себе та Джеймса Бонда      | Документальний фільм                        |
| 2019 | Паспорт до забуття                                                | Доктор Джейсон Лав                     |                                             |
| 2019 | Справжні люди                                                     | грає самого себе                       | Документальний фільм                        |

### Телебачення
| Телебачення | Телебачення                                          | Телебачення                         | Телебачення                |
| Рік         | Назва                                                | Роль                                | Примітки                   |
| ----------- | ---------------------------------------------------- | ----------------------------------- | -------------------------- |
| 1970        | Омнібус                                              | грає самого себе                    | 3 сезон, 17 епізод         |
| 1973        | П'єса на сьогодні                                    | Девід Адлер                         | 1 епізод                   |
| 1974        | Поліція Метлоку                                      | Девід Паркерс                       | 4 сезон, 38 епізод         |
| 1974        | Гарячі продукти з Гонконгу                           | грає самого себе                    | документальний фільм       |
| 1975        | Квартали знаменітостей                               | грає самого себе                    | 2 епізоди                  |
| 1976        | Чи є тут хтось?                                      | Джон Герсі                          | ТВ-фільм                   |
| 1978        | Вечір в Візантії                                     | Роджер Торі                         | мінісеріал                 |
| 1978        | Сором новачка                                        | Джон Бренді                         | ТВ-фільм                   |
| 1979        | Гаваї П'ять                                          | Джон Коссетт                        | 11 сезон, 21 епізод        |
| 1979        | Б. Дж. та ведмідь                                    | Пол Десмонд                         | 2 епізоди                  |
| 1982        | Головний госпіталь                                   | Реджінальд Дарбен                   | 5 епізодів                 |
| 1983        | Повернення людини із U.N.C.L.E.                      | J.B.                                | ТВ-фільм                   |
| 1984        | Готель                                               | Еммет Сондерс                       | 1 сезон, 14 епізод         |
| 1984        | Хазяїн                                               | Меллорі                             | 1 сезон, 4 епізод          |
| 1984        | Рітуали                                              | Логан Вільямс                       | 9 епізод                   |
| 1985        | Приховати                                            | Саймон Локке                        | 21 епізод                  |
| 1989        | Нічний жах Фредді                                    | Доктор Кларк                        | 1 сезон, 12 епізод         |
| 1989        | Альфред Хічкок представляє                           | Джеймс Грант                        | 4 сезон, 15 епізод         |
| 1990        | Супербой                                             | Джор-Ел                             | 2 епізоди                  |
| 1993        | Еммануель назавжди                                   | Маріо                               | ТВ-фільм                   |
| 1993        | Помста Еммануель                                     | Маріо                               | ТВ-фільм                   |
| 1993        | Еммануель у Венеції                                  | Маріо                               | ТВ-фільм                   |
| 1993        | Кохання Еммануель                                    | Маріо                               | ТВ-фільм                   |
| 1993        | Магія Еммануель                                      | Маріо                               | ТВ-фільм                   |
| 1993        | Парфум Еммануель                                     | Маріо                               | ТВ-фільм                   |
| 1993        | Таємниця Еммануель                                   | Маріо                               | ТВ-фільм                   |
| 1994        | Кунг Фу: Легенда продовжується                       | Майстер Чі'Рю                       | 2 сезон, 1 епізод          |
| 1995        | В пошуках Джеймса Бонда з Джонатаном Россом          | грає самого себе/другий Джеймс Бонд | документальний фільм       |
| 1997        | Секрети агента 007: файли Джеймса Бонда              | грає самого себе                    | документальний фільм       |
| 1998        | Лицарі Правосуддя                                    | Найджел Девіс                       | 14 епізод                  |
| 1999        | Бетмен майбутнього                                   | Містер Волкер/Король                | ТВ-мультфільм, озвучування |
| 1999        | Рятувальники Малібу                                  | МакКейб                             | 9 сезон, 12 епізод         |
| 1999        | Історія Джеймса Бонда                                | грає самого себе                    | документальний фільм       |
| 1999-2000   | Претендент                                           | Майор Чарльз                        | 4 епізоди                  |
| 1999-2000   | Бетмен майбутнього                                   | Містер Волкер/Король                | Озвучування, 3 епізоди     |
| 2002        | E! Справжня голівудська історія                      | грає самого себе                    | 7 сезон, 9 епізод          |
| 2002        | Прем'єра нового фільму про Бонда: Помри але не зараз | грає самого себе                    | документальний фільм       |
| 2002        | В інші часи                                          | грає самого себе                    | документальний фільм       |
| 2002        | Найкращий Бонд                                       | грає самого себе / Джеймс Бонд      | документальний фільм       |
| 2007        | Де вони зараз?                                       | грає самого себе                    | 5 сезон, 1 епізод          |
| 2009        | Що сталось з?                                        | грає самого себе                    | 4 сезон, 11 епізод         |
| 2012        | В цьому часі 22 хвилини                              | Бонд                                | епізод 20.9                |
| 2014        | Законно                                              | Джек Джефферіз                      | 2 епізоди                  |

### Відео ігри
| Телебачення | Телебачення         | Телебачення | Телебачення |
| Рік         | Заголовок           | Роль        | Примітки    |
| ----------- | ------------------- | ----------- | ----------- |
| 1996        | Полювання на лисицю | Чонсі       |             |

### Не створені фільми
- Дікін (1970) — вестерн